# Paillaco
Paillaco – miasto w Chile, w regionie Los Ríos, w prowincji Valdivia.